# Федерація греко-римської, вільної та жіночої боротьби Казахстану
Федерація греко-римської, вільної та жіночої боротьби Республіки Казахстан була утворена в 1992 році для розвитку в Казахстані таких видів спорту, що входять в програму літніх Олімпійських ігор: греко-римська боротьба, вільна боротьба і жіноча боротьба.

## Структура
- Президент Федерації — Турлиханов Даулет Болатович
- Перший віце-президент — Музапаров Марат Омірбекович
- Віце-президент — Адай Батирбекович Тшарбаєв
- Віце-президент з жіночої боротьби — Рая Прмагамбетівна Удербаєва
- Генеральний секретар — Дімаш Султанов

## Історія розвитку боротьби в Казахстані

### Греко-римська боротьба
Першим казахським професійним борцем вважається легендарний Кажимукан (Мукан) Мунайтпасов (1871—1948) неодноразовий чемпіон Росії, переможець міжнародних змагань і чемпіонатів світу з греко-римської боротьби, володар почесного звання «Батир казахського народу». Кажимукан навчався близько двох років у школі Лебедєва. Виступав до 1940 року.
Першим серед спортсменів Казахстану став заслуженим майстром спорту СРСР і першим у Казахстані Олімпійським чемпіоном (1964) став борець греко-римського стилю Анатолій Колесов.

### Жіноча боротьба
У Казахстані жіноча боротьба щодо молодого виду спорту. Вона почала бурхливо розвиватися після того, як дівчата завоювали вперше на чемпіонаті світу 2007 року в місті Баку національна команда з жіночої боротьби була удостоєна медалями: срібною удостоєна Ольга Смирнова, бронзові нагороди здобули Олена Шалигіна і Ольга Жанібекова. Саме після 2007 року жіноча боротьба в Казахстані стала активно розвиватися, за честь республіки боролися такі талановиті спорменки — Жулдиз Ешимова-Туртбаєва, Тетяна Бакатюк, Аїм Абдильдіна, Дар'я Карпенко, Гюзель Манюрова, Тетяна Захарова.

## Олімпіада 2012
На літній Олімпіаді 2012 року в Лондоні казахські борці Даніял Гаджієв, Гюзель Манюрова та Акжурек Танатаров здобули бронзові медалі.